# Odlum Brown Vanopen 2017
Die Odlum Brown Vanopen 2017 waren ein Tennisturnier der ATP Challenger Tour 2017 für Herren und ein Tennisturnier des ITF Women’s Circuit 2017 für Damen in Vancouver. Sie fanden zeitgleich vom 14. bis 20. August 2017 statt.